# Kirkby-in-Ashfield
Kirkby-in-Ashfield – miasto w Anglii, w hrabstwie Nottinghamshire, w dystrykcie Ashfield. Leży 19 km na północny zachód od miasta Nottingham i 193 km na północny zachód od Londynu. Miasto liczy 25 265 mieszkańców.